# ARM mikrocontroller
ARM mikrocontrollere er en familie af RISC-mikrocontrollere designet og lavet af mange kendte firmaer som f.eks. Philips, Samsung, Analog Devices og Intel.
ARM-mikrocontrollerne er baseret på ARM processoren. Mikrocontrolleren anvender derfor også et RISC-instruktionssæt.
Open source-compilere findes til mange sprog. Der findes også en "mini"-Linux uden MMU; uCLinux som er portet til nogle ARM varianter.

## Mulige indlejrede hardware-funktioner
ARM tilbyder mange forskellige hardware-funktioner afhængig af den aktuelle ARM model:
- Timere
- Synkron/asynkron serial transmission UART
- AD-konvertere
- spændingskomparatore
- Flash-hukommelse
- CAN
- Capture/Compare/PWM-moduler
- LCD Drivere
- I2C og SPI periferi databus understøttelse
- SSFDC
- Intern (software tilgængelig) EEPROM hukommelse
- Motorstyringskerner
- USB grænsefladeunderstøttelse

## ARMmikrocontroller kernefamilier
- ARM7 Thumb familien
- ARM9 Thumb familien
- ARM9E familien
- ARM10E familien
- ARM11 familien
- SecurCore familien
- OptimoDE Data Engine familien
- Cortex familien

## ARM mikrocontroller varianter/familier
- Philips (ARM7TDMI):
  - LPC2000 serien; LPC2294, LPC2194, LPC2106
- Intel XScale PCA (Personal Internet Client Architecture):
  - PXA255, PXA275, SA-1110, SA-1111
- Analog Devices:
  - ADuC702x
- Atmel:
  - AT91x, AT91SAM7
- Cirrus Logic:
  - EP7312, EP9301, EP9312/15
- Freescale Semiconductor (tidligere Motorola afdeling) Dragonball:
  - MC9328MX1, MAC71x
- OKI
  - ML67xxxx
- Samsung:
  - S3C4xxx, S3F4xxx
- Sharp:
  - LH754xx
- STMicroelectronics:
  - STR71x, STR72x
- Texas Instruments:
  - TMS470
- Micronas:
  - CDC32xxG-C
- Hynix:
  - HMS39C7xxx
- Aeroflex:
  - AX07CFxxx
- Altera – ARM kerner til FPGA.